# Turț, Satu Mare
Turț (în maghiară: Turc) este satul de reședință al comunei cu același nume din județul Satu Mare, Transilvania, România. Localitatea se află la 45 de km de reședința de județ, Satu Mare.

## Istoric
Localitatea Turț se află în Țara Oașului, la 45 km de municipiul Satu Mare. 
Denumirea localității vine de la Pârâul Turț, menționat istoric sub forma Thurch, Thwrcz, finala “c” este sufix diminutiv de origine slavă, adăugat la Tur, râul în care se varsă acest mic pârâu. Numele localității apare pentru prima dată în documente în anul 1378, iar mai apoi, în anul 1385 sub forma Villa Viavalis (Thourch), cu prilejul procesului dintre familiile Wassvary și Csarnavaday. 

## Economie
Așezarea e faimoasă pentru producerea turțului, un rachiu specific denumit și pălincă sau palincă din fructe cele mai adesea din prune. Această băutură este obținută prin dublă distilare. Rețeta prevede ca băutura să fie depozitată în butoaie de dud (pomnițar) pentru o perioadă de cel puțin cinci ani.  

### Muzeul local Turț
Muzeul local este amenajat într-o casă construită în jurul anului 1920, specifică pentru așezările de tip răsfirat din regiunea Ugocea și care a fost achiziționată din Gherța Mare. Respectând tradiția caselor construite în pantă, s-a realizat o fundație din piatră spartă, procurată din carierele locale, pe care s-a așezat o talpă de stejar, pereții fiind clădiți din bârne îmbinate la colțuri în cheotori. Stratul de tencuială din exterior a fost văruit în alb. Casa este compusă din camera curată poziționată în față, urmată de tindă și de camera de locuit, în spatele căreia se află o cameră de alimente. Ea este prevăzută cu un târnaț pe toată lungimea sa. Stâlpii de susținere sunt din lemn de stejar tăiați la gater, ciopliți și strunjiți cu motive decorative geometrice. Casa este amenajată cu mobilier specific zonei, materiale textile, icoane și blide decorative de Vama.